# Tagliatelle
Les tagliatelles ou taliatelles sont une variété de pâtes longues en forme de lanières de la cuisine italienne (centre et nord de l'Italie) variantes des fettuccine, tagliolini, pappardelle, ou des taillerins de la cuisine savoyarde.

## Étymologie
Tagliatelle provient de l'italien tagliare, « tailler », dérivé de son mode de fabrication de longues feuilles de pâte taillées en lanières. En France, la variante orthographique « taliatelle », plus proche de la prononciation italienne,  est reconnue depuis 1990, mais presque personne ne l'utilise. Elles sont très longues car pour les fourchettes cela est plus facile.

## Préparation
Elles sont souvent cuisinées avec une sauce bolognaise, ou à la sauce tomate napolitaine, ou à la carbonara, ou encore avec des sauces aux champignons (con funghi), ou à l'aubergine (con le melanzane).

Quelques recettes
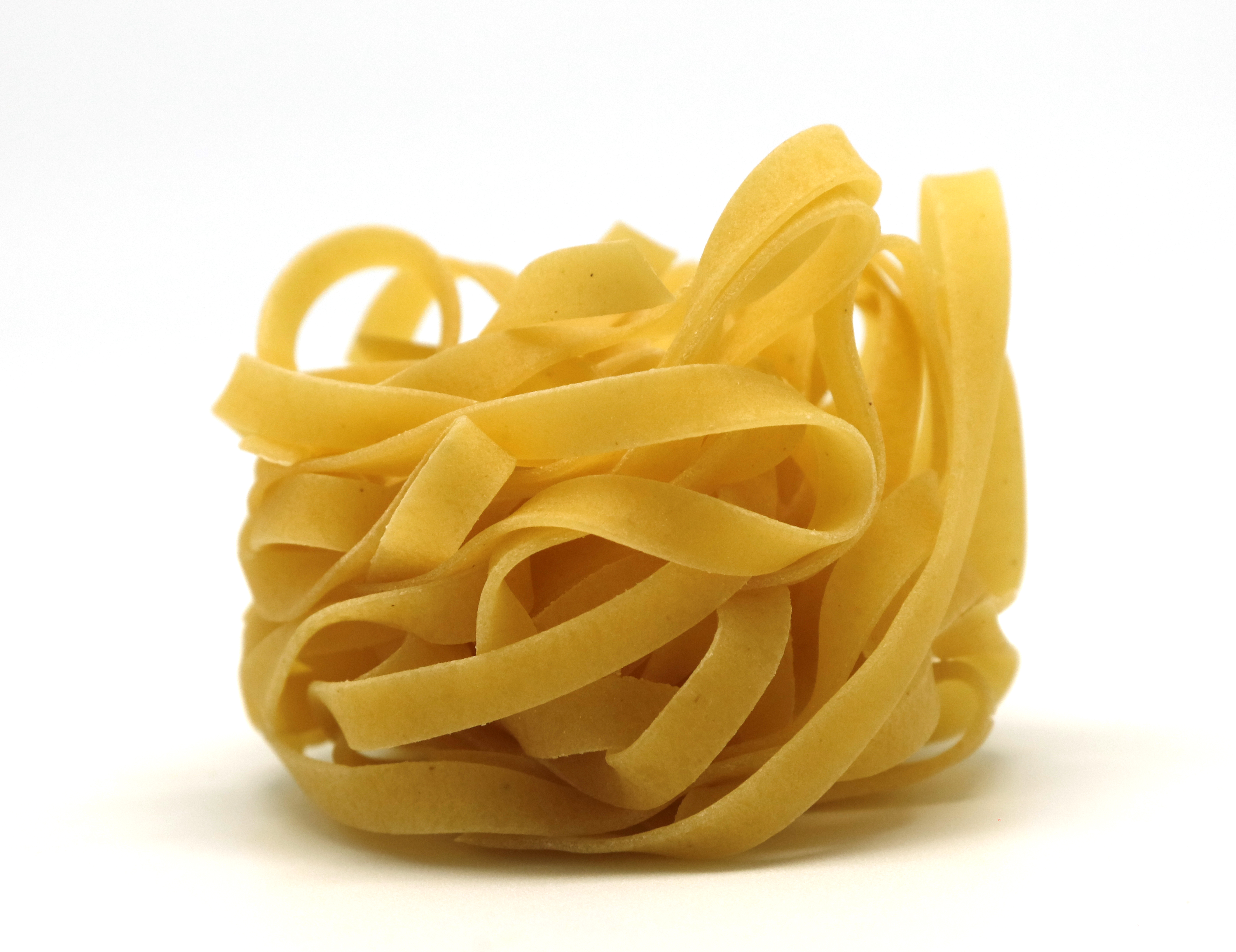
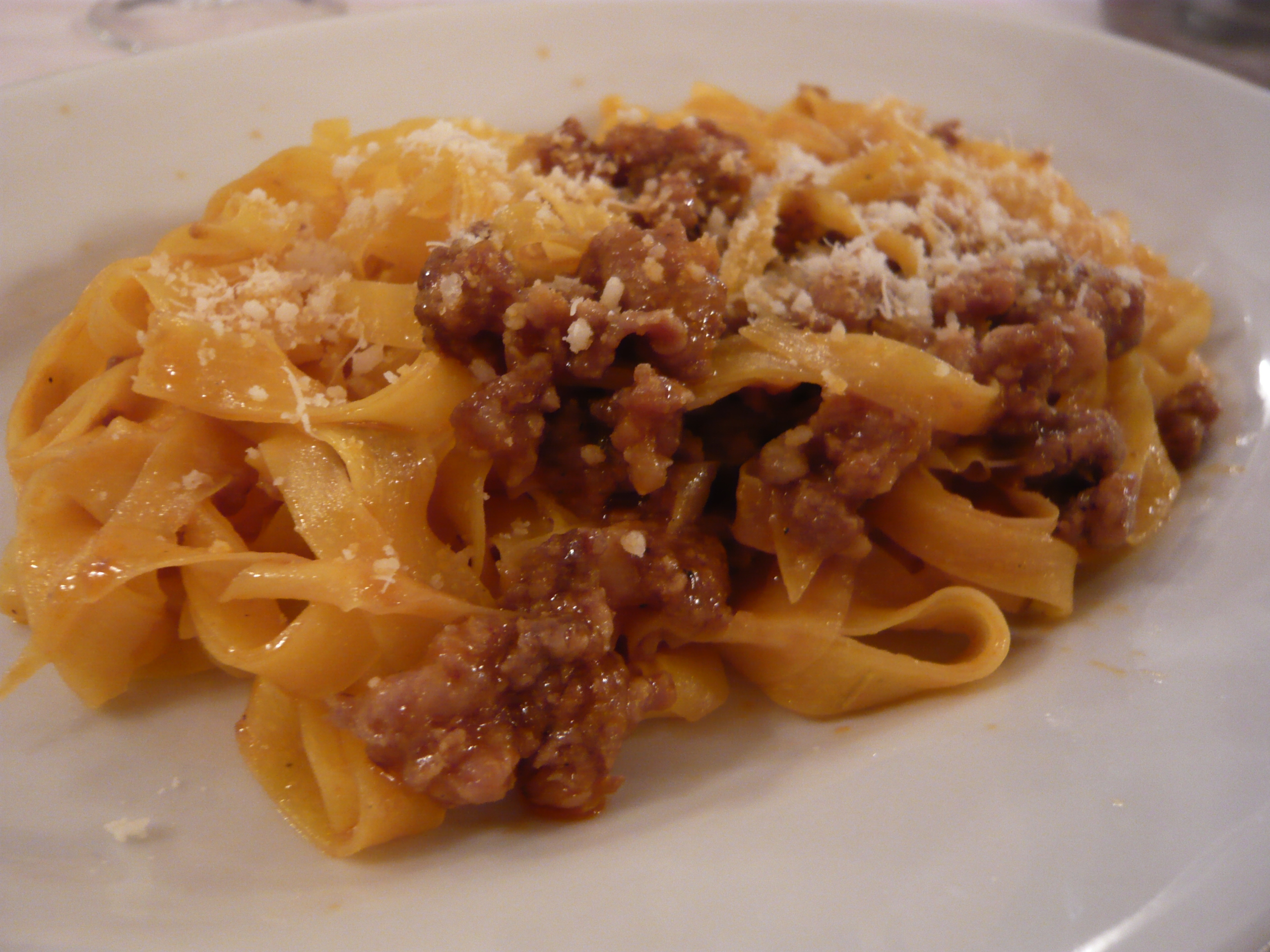
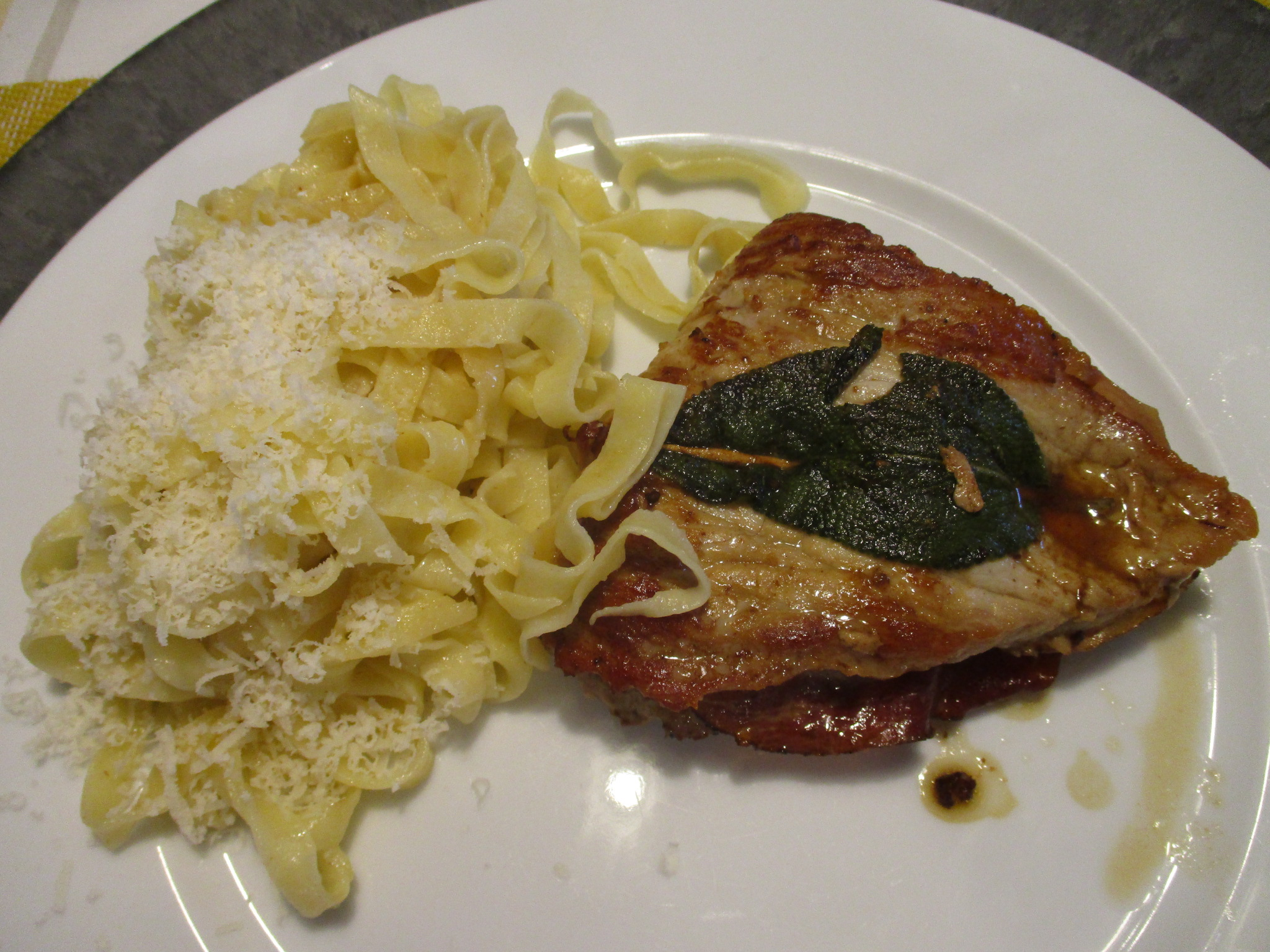
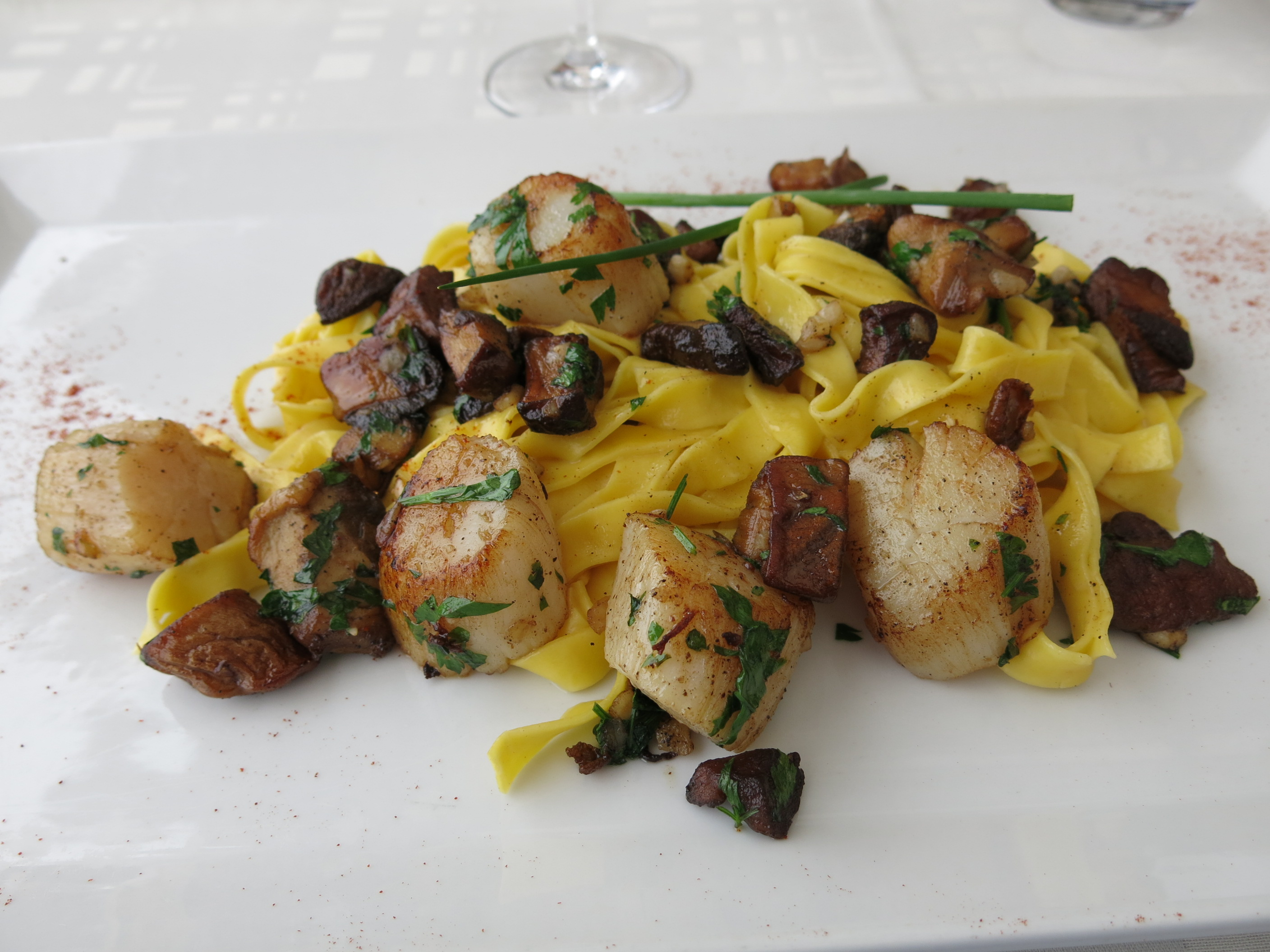

## Dimensions
Le 16 avril 1972, la Confraternita del tortellino et l'Accademia italiana della cucina ont défini et déposé le mode de préparation et les dimensions des taliatelles de Bologne auprès de la chambre du commerce et de l'industrie de Bologne en Émilie-Romagne d'où elles sont originaires. Un spécimen de tagliatelle étalon réalisé en or est depuis exposé dans une vitrine fermée du palazzo della Mercanzia (chambre de commerce). La tagliatelle cuite doit mesurer 8 mm de largeur, ce qui équivaut à la 12 270e partie de la tour de Bologne, soit un ruban de 7 mm à l'état cru. L'épaisseur n'a pas été définie avec précision et se situe généralement entre 0,6 et 0,8 mm.

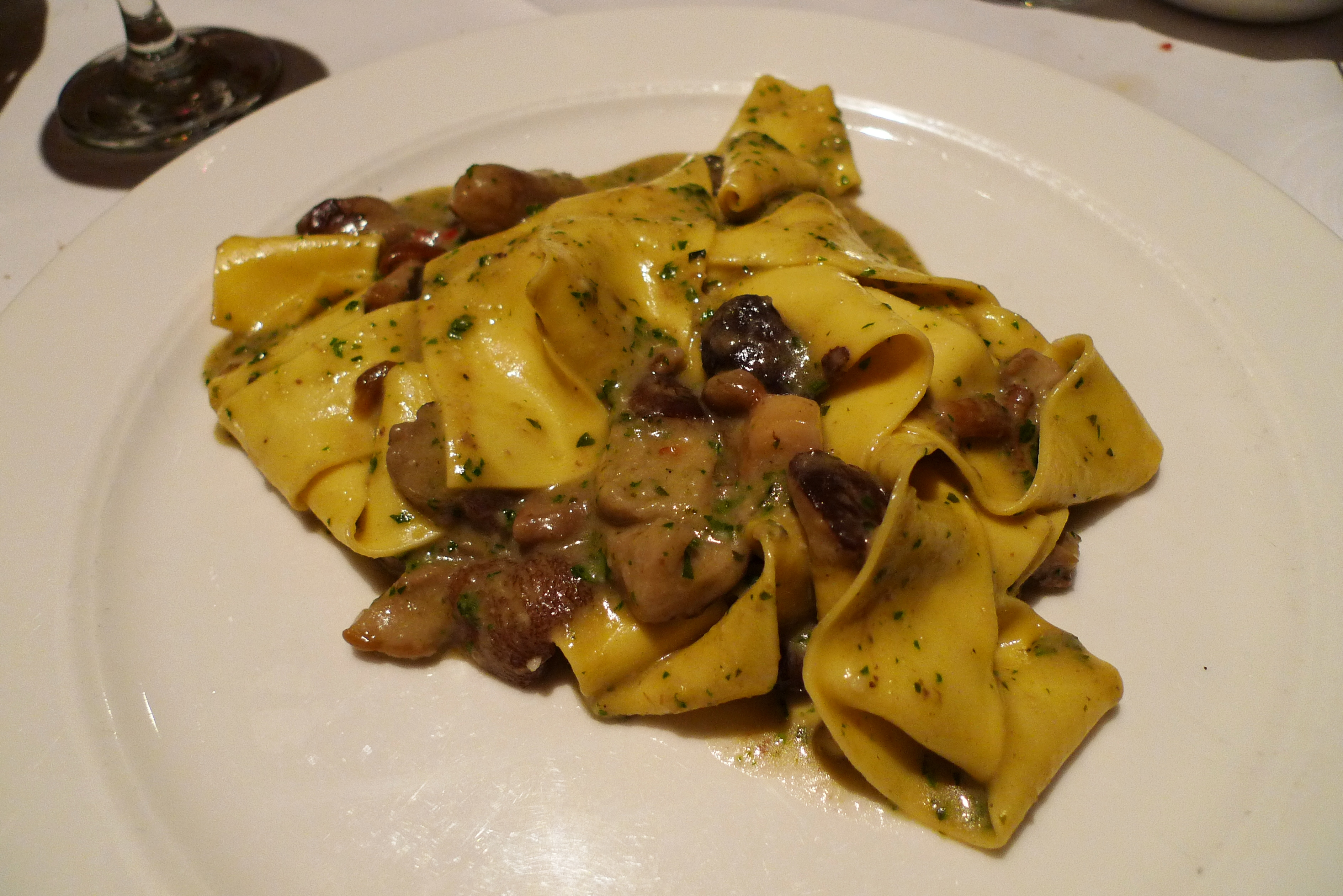
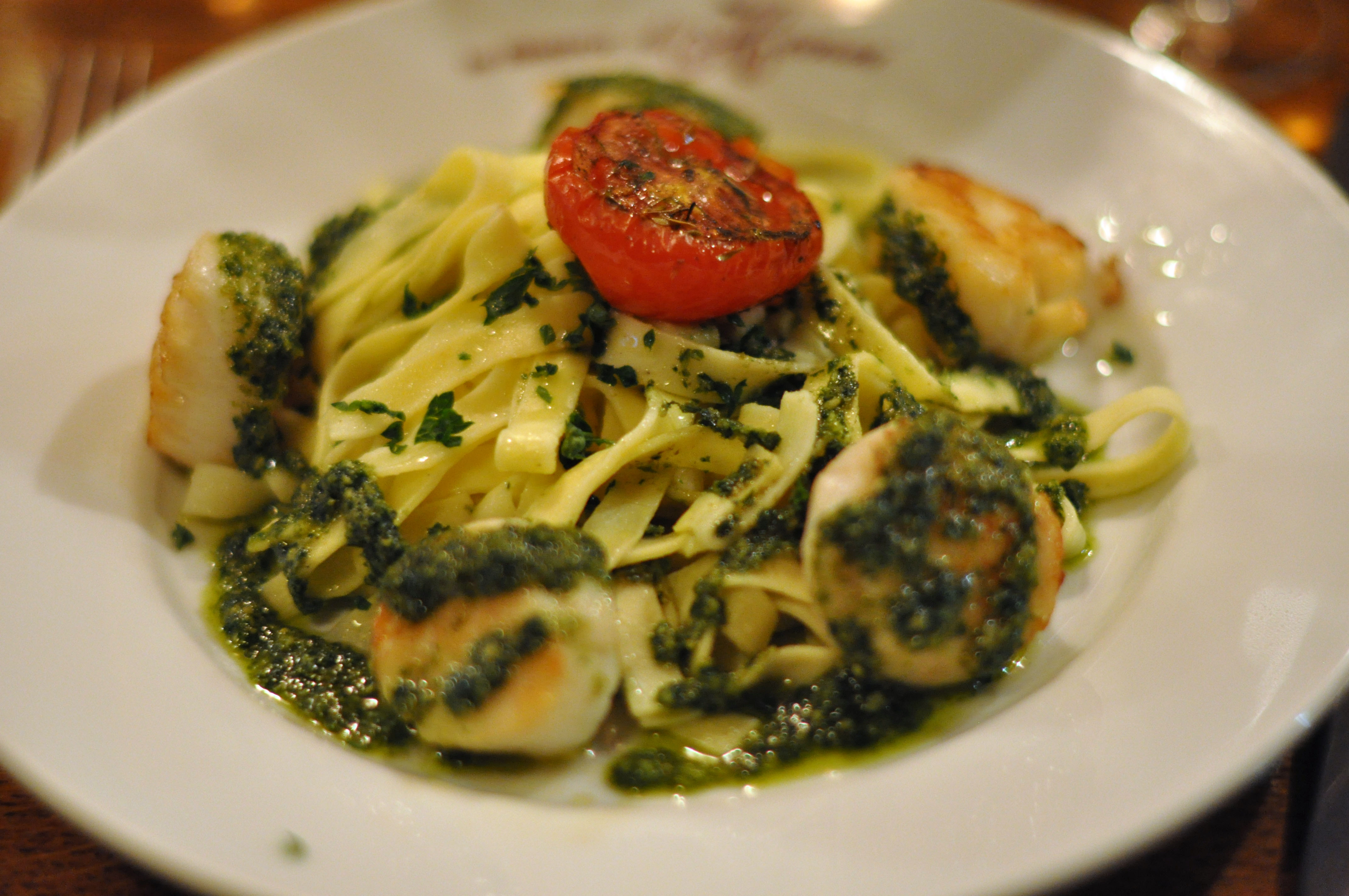
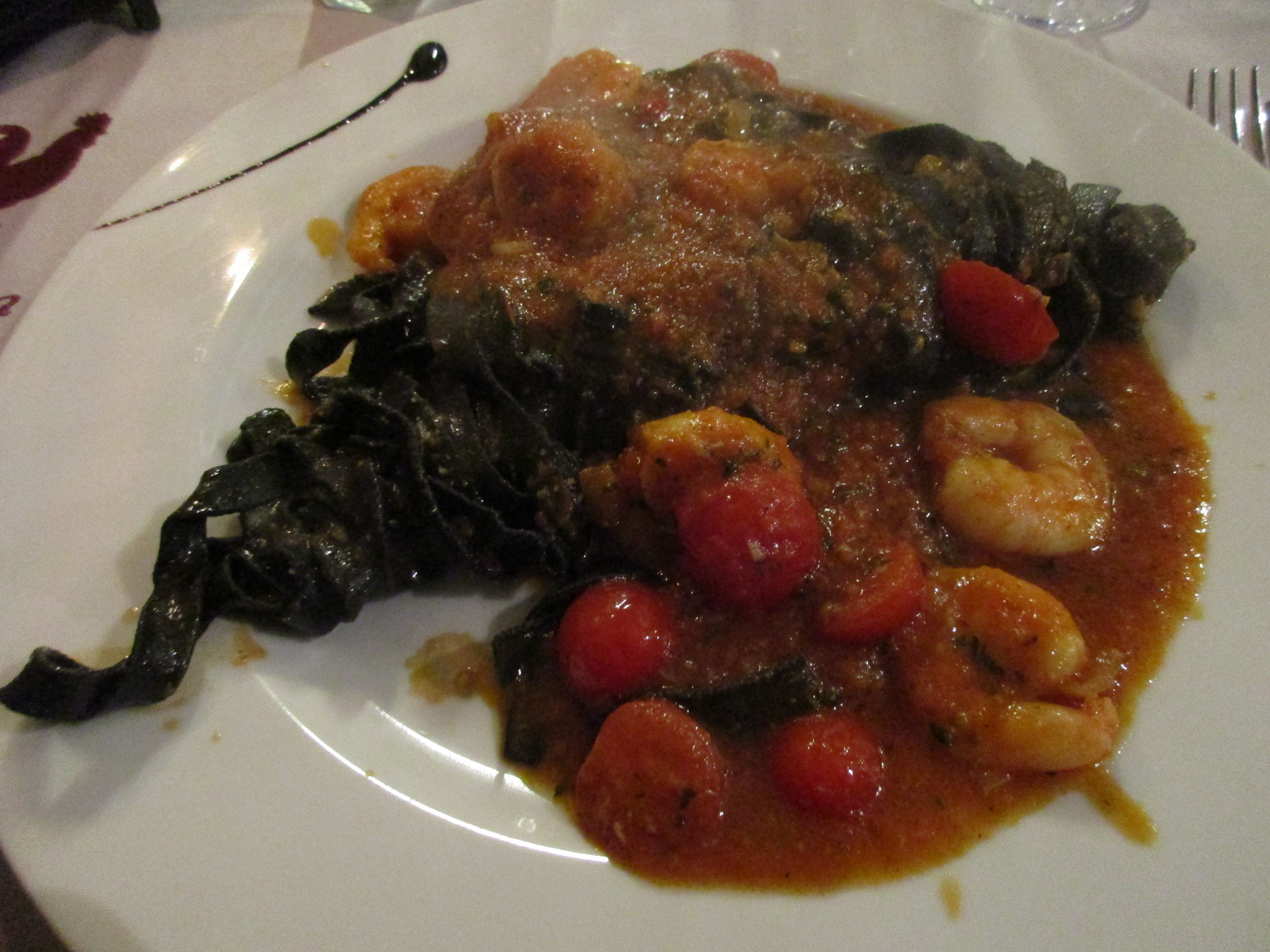
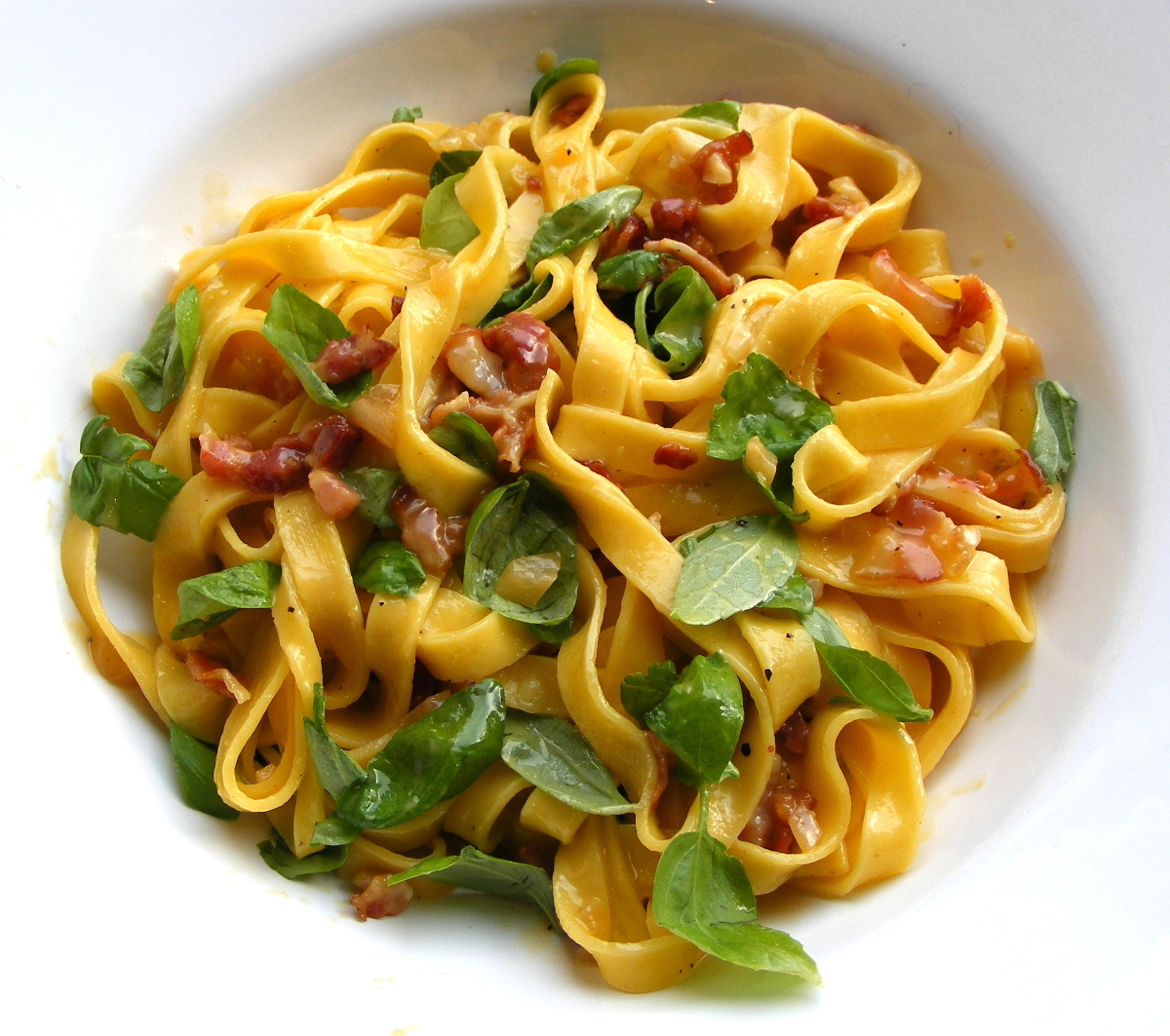